# Lijst van beelden in Twenterand
Dit is een (onvolledige) chronologische lijst van beelden in Twenterand. Onder een beeld wordt hier verstaan elk driedimensionaal kunstwerk in de openbare ruimte van de Nederlandse gemeente Twenterand, waarbij beeld wordt gebruikt als verzamelbegrip voor sculpturen, standbeelden, installaties, gedenktekens en overige beeldhouwwerken.
Voor een volledig overzicht van de beschikbare afbeeldingen zie: Beelden in Twenterand op Wikimedia Commons.
| Geplaatst | Omschrijving                                               | Kunstenaar                          | Straat                                      | Plaats                       | Materiaal | Afbeelding |
| --------- | ---------------------------------------------------------- | ----------------------------------- | ------------------------------------------- | ---------------------------- | --------- | ---------- |
| 1925      | Burg. Bouwmeester-Lantaarn                                 | onbekend                            | Tilanusplein                                | Vriezenveen                  |           |            |
| 1950      | Dringend vermaan, oorlogsmonument                          | Janny Brugman-de Vries              | Jonkerlaan                                  | Vriezenveen                  |           |            |
| 1950      | Oorlogsmonument                                            | onbekend                            | P.M. Hackstraat / Zonnedauwstraat           | Westerhaar-Vriezenveensewijk |           |            |
| 1981      | Bokspringer                                                | Antoinette Ruiter                   | Broekmaten bij 1                            | Den Ham                      |           |            |
| 1988      | Koe                                                        | Antoinette Ruiter                   | Dorpsstraat/ Zomerweg                       | Den Ham                      |           |            |
| 1988      | Voorlezende Vrouw                                          | Julia van Verschuer                 | Grotestraat                                 | Den Ham                      |           |            |
| 1989      | Kom op met de geit, De voorlezende                         | Jürgen Ebert                        | Manitobaplein                               | Vriezenveen                  |           |            |
| 1995      | Kom op met de geit, Op de loer                             | Jürgen Ebert                        | Manitobaplein                               | Vriezenveen                  |           |            |
| 1996      | Kom op met de geit, De Weerspannige                        | Jürgen Ebert                        | Manitobaplein                               | Vriezenveen                  |           |            |
| 1989      | Liggend naakt                                              | Charlotte van Pallandt              | Brinkstraat                                 | Den Ham                      | brons     |            |
| 1992      | Hej 't al eheurd                                           | Kees Huigen                         | Brink                                       | Den Ham                      |           |            |
| 2003      | Ode aan de degelijke huisvrouw                             | Janny Brugman-de Vries              | Kruidentuin, Middendorpshuis, Grotestraat 4 | Den Ham                      |           |            |
| 2005      | Drie vorstinnen                                            | Janny Brugman-de Vries              | Brinkstraat                                 | Den Ham                      |           |            |
| 2006      | Kleikop                                                    | Roelien Eenkhoorn                   | Dorpsstraat/ Brinkstraat                    | Den Ham                      |           |            |
| 2006      | Bie'n Dokter                                               | Antoinette Ruiter                   | Koningsweg (Weemecentrum)                   | Vriezenveen                  |           |            |
| 2006      | Het geit nog                                               | Antoinette Ruiter                   | Koningsweg (Weemecentrum)                   | Vriezenveen                  |           |            |
| 2006      | Spiölketeer                                                | Antoinette Ruiter                   | Koningsweg (Weemecentrum)                   | Vriezenveen                  |           |            |
| 200       | zonder titel (rotondekunst)                                | Ronald A. Westerhuis                | N341, Vroomshoopseweg/ Darleseweg           | Den Ham                      |           |            |
| 2007      | De mens centraal                                           | Emelie Nillessen-Pol                | Hoofdweg / Beeklaan, (Kulturhus de Klaampe) | Westerhaar-Vriezenveensewijk |           |            |
| 2008      | Vrouw met kind                                             | Antoinette Ruiter                   | De Vloedgraven                              | Den Ham                      |           |            |
| 2009      | Uit respect voor hen die vielen                            | Kees Huigen                         | Grotestraat                                 | Den Ham                      |           |            |
| 2009      | De levende piramide van Vroomshoop                         | Kees Huigen                         | Julianastraat / De Koele                    | Vroomshoop                   |           |            |
| 2023      | Gedenkmonument voor busramp met het jeugdkoor 11 juni 1955 | Frieda Waanders                     | Brink bij 4                                 | Den Ham                      | graniet   |            |
| onbekend  | Gedenkbank Rotterdamse vluchtelingen                       | onbekend                            | Kerklaan / Platanenplein                    | Vriezenveen                  |           |            |
| onbekend  | Rondedans                                                  | Toegeschreven aan Antoinette Ruiter | Koningshof                                  | Vriezenveen                  |           |            |
| onbekend  | Het kind met de duif                                       | Kees Huigen                         | Bijvank                                     | Vroomshoop                   |           |            |